# Фёдоров, Михаил Васильевич (экономист)
Михаи́л Васи́льевич Фёдоров (род. 1 января 1951, п. Нечунаевский, Сузунский район, Новосибирская область) — российский учёный, доктор экономических и геолого-минералогических наук, действительный член Российской академии естественных наук, вице-президент Евразийского Экономического Клуба Ученых, заместитель Генерального секретаря Ассамблеи народов Евразии.

## Биография
Родился в 1951 году в п. Нечунаевском Сузунского района Новосибирской области в семье лесника.
После окончания школы в 1968 году поступил на геологоразведочный факультет в Свердловский горный институт. В 1973 году окончил институт по специальности «Геология и разведка месторождений полезных ископаемых», после чего занимался общественной, научной и педагогической работой.
С 1973 по 1975 год был секретарем комитета комсомола института, а затем инструктором и заведующим отделом студенческой молодежи Свердловского обкома комсомола, одновременно учился в аспирантуре.
В 1982 году защитил диссертацию «Геология и палеогеографические особенности формирования бокситов Карпинского района Северного Урала» на соискание ученой степени кандидата геолого-минералогических наук.
Многолетние работы на бокситовых месторождениях Северного и Южного Урала, Тимана, Казахстана и других послужили базой для крупного научного обобщения собранного за многие годы материала. Сравнивая разновозрастные образования алюминиевой руды на Урале, М. В. Федоров пришел к выводу, что формирование бокситовых месторождений в регионе, как и на планете в целом, происходит в определённой последовательности и подчиняется закону периодичности, который согласуется с законом Д. И. Менделеева. Указанный закон был сформулирован автором уже в докторантуре Московского геологоразведочного института, в которой М. В. Федоров под руководством профессора С. В. Тихомирова проходил обучение с 1989 по 1993 годы. Эти исследования легли в основу защиты в 1993 году диссертации на соискание степени доктора геолого-минералогических наук («Периодичность бокситообразования в истории развития земной коры Урала»).
С 1993 года профессор кафедры экономики природопользования в Уральском государственном экономическом университете. Здесь он занимался изучением природно-ресурсного потенциала региона, подготовил монографическую работу «Алюминий Урала».
В 1995 году Михаил Васильевич создал творческий коллектив, в состав которого вошли ученые УГГА и УрГЭУ В. Калашников (имеет более 200 авторских свидетельств и патентов на изобретения), Г. Усов, Р. Арутюнов, Л. Минухин, Л. Азин и ряд других. Творческий коллектив в 1998 году был преобразован в Уральский научно-исследовательский институт технологии и техники пищевой промышленности и сертификации (НИИ «Уралпищепромсертификат» при УрГЭУ), генеральным директором которого был избран Михаил Федоров. В 1999 году на одну из разработанных технологий — «Каскадно-роторная с планетарным движением мелющих тел технология получения сортовой муки» — был получен Евразийский патент.
М. В. Фёдоров является одним из организаторов Всероссийской научно-практической конференции «Пищевая промышленность. Продовольственная безопасность — XXI век» (1999 год). С июня 2000 года он — руководитель Органа по сертификации продукции и услуг — совместно с УНИИМ, УралТест, ОблЦГСЭН, Уралэкспоцентром организует Международный конгресс «Сертификационные испытания пищевой продукции» и Международную выставку аналитического оборудования «Безопасность продовольствия — XXI век».
В 2000 году коллективом Уральского государственного экономического университета при поддержке УГГА (ныне — Уральский государственный горный университет) и научных организаций ротационно-каскадная технология с планетарным движением мелющих зерновых продуктов выдвинута на соискание Государственной премии РФ в области науки и техники, в число соискателей также вошли ректор УрГЭУ В. М. Камышов и М. В. Фёдоров.
В феврале 2000 года был назначен заведующим кафедрой технологии продуктов общественного питания УрГЭУ. Он участвовал в проведении научно-практической конференции по проблемам развития общественного питания, является ответственным редактором сборника научных трудов «Кулинария как отрасль питания на рубеже XXI века». При его участии на кафедре открываются новая специальность «Социально-культурный сервис и туризм» и специализация «Ресторанный сервис». В 2002 году защитил диссертацию на соискание ученой степени доктора экономических наук («Системный анализ и прогнозная оценка развития АПК индустриального региона: теория, методология, практика»).
С 2005 года по 2015 год — ректор УрГЭУ. Заместитель председателя совета ректоров вузов Свердловской области. 18 февраля 2010 год на данном Совете единогласно избран президентом АНО «Большой евразийский университетский комплекс». Является главным редактором журнала «Известия Уральского государственного экономического университета» включенного в перечень ВАК, а также председателем редакционного совета научно-аналитического журнала «Управленец».
В разные годы также являлся: вице-президентом Евразийского экономического клуба ученых (Астана, Республика Казахстан); председателем Комитета по развитию профессионального образования и трудовым ресурсам вице-президентом Свердловского областного Союза промышленников и предпринимателей (работодателей); членом коллегии Министерства общего и профессионального образования Свердловской области; членом Технического комитета по стандартизации «Интеллектуальная собственность» ТК-481 РФ; членом Совета директоров Европейской Академии розничной торговли; экспертом Аналитического центра при Правительстве Российской Федерации; членом Президиума Вольного экономического общества России; членом Попечительского совета Иссык-Кульского гуманитарного форума; руководителем Екатеринбургского отделения Клуба политического действия «4 ноября» (политический клуб); заместителем председателя Координационного совета Ассоциации «Евразийский экономический клуб учёных».
Почетный профессор Харбинского политехнического университета (Китай, 2006), Института экономических исследований Министерства экономики и бюджетного планирования Республики Казахстан (Казахстан, 2008), Казахского университета экономики, финансов и международной торговли и Ассоциации «Евразийский экономический клуб ученых» (Казахстан, 2009).

### Семья
Женат, две дочери. Обе дочери закончили УрГЭУ. Одна из дочерей — Татьяна Титова — трагически погибла в ДТП 3 января 2018 г.

## Научная деятельность
Основные направления научной деятельности:
- конкурентоспособность предприятий и отраслей народного хозяйства,
- проблемы обеспечения продовольственной безопасности населения,
- нанотехнологии механо-химической деструкции полимеров,
- закономерности бокситообразования в истории развития земной коры Урала.

В 2000 году под руководством М. В. Фёдорова разработана ротационно-каскадная технология получения сортовой муки.
В настоящее время область исследований М. В. Фёдорова — системные взаимосвязи кризисных циклов, происходящих в разных планетарных сферах: в земной коре, в биосфере и ноосфере, в том числе в экономике.
По заданию Правительства Свердловской области М. В. Фёдоров осуществлял научное руководство разработкой:
- «Схемы развития и размещения производительных сил АПК Свердловской области на период до 2015 года»,
- «Концепции обеспечения продовольственной безопасности населения Среднего Урала на период до 2015 года»,
- «Программы развития жилищно-коммунального хозяйства Свердловской области».
- Концепции Евразийской безопасности.

Автор около 400 научных публикаций, 18 монографий, 9 учебников. Имеет 7 патентов на изобретения, в том числе Евразийский патент на способ измельчения зерна. Индекс Хирша — 13.